# Lista över fornlämningar i Linköpings kommun (Flistad)
Lista över fornlämningar i Linköpings kommun (Flistad) är en förteckning av ett urval av de fornlämningar som finns i Flistad i Linköpings kommun.
| Namn              | Lämningstyp  | Tillkomsttid | Historisk indelning   | Plats | Läge                 | ID-nr          | Bild                                 |
| ----------------- | ------------ | ------------ | --------------------- | ----- | -------------------- | -------------- | ------------------------------------ |
| Flistad 1:1       | Runristning  |              | Flistad, Östergötland |       | 58.475530, 15.412732 | 10041800010001 | Ladda upp en bild av detta fornminne |
| Flistad 2:1       | Stensättning |              | Flistad, Östergötland |       | 58.473333, 15.432014 | 10041800020001 | Ladda upp en bild av detta fornminne |
| Flistad 3:1       | Gravfält     |              | Flistad, Östergötland |       | 58.471379, 15.431705 | 10041800030001 | Ladda upp en bild av detta fornminne |
| Flistad 8:1       | Gravfält     |              | Flistad, Östergötland |       | 58.470742, 15.434026 | 10041800080001 | Ladda upp en bild av detta fornminne |
| Flistad 9:1       | Stensättning |              | Flistad, Östergötland |       | 58.470343, 15.433045 | 10041800090001 | Ladda upp en bild av detta fornminne |
| Flistad 9:2       | Stensättning |              | Flistad, Östergötland |       | 58.470201, 15.432986 | 10041800090002 | Ladda upp en bild av detta fornminne |
| Flistad 9:3       | Stensättning |              | Flistad, Östergötland |       | 58.470106, 15.433318 | 10041800090003 | Ladda upp en bild av detta fornminne |
| Flistad 9:4       | Stensättning |              | Flistad, Östergötland |       | 58.470503, 15.432743 | 10041800090004 | Ladda upp en bild av detta fornminne |
| Flistad 10:1      | Stensättning |              | Flistad, Östergötland |       | 58.470534, 15.430827 | 10041800100001 | Ladda upp en bild av detta fornminne |
| Flistad 10:2      | Stensättning |              | Flistad, Östergötland |       | 58.470540, 15.430607 | 10041800100002 | Ladda upp en bild av detta fornminne |
| Flistad 11:1      | Stensättning |              | Flistad, Östergötland |       | 58.469402, 15.426201 | 10041800110001 | Ladda upp en bild av detta fornminne |
| Flistad 12:1      | Gravfält     |              | Flistad, Östergötland |       | 58.470162, 15.425397 | 10041800120001 | Ladda upp en bild av detta fornminne |
| Flistad 13:1      | Stensättning |              | Flistad, Östergötland |       | 58.471244, 15.430932 | 10041800130001 | Ladda upp en bild av detta fornminne |
| Flistad 13:2      | Stensättning |              | Flistad, Östergötland |       | 58.471142, 15.430629 | 10041800130002 | Ladda upp en bild av detta fornminne |
| Flistad 14:1      | Stensättning |              | Flistad, Östergötland |       | 58.489623, 15.431550 | 10041800140001 | Ladda upp en bild av detta fornminne |
| Flistad 14:2      | Stensättning |              | Flistad, Östergötland |       | 58.489557, 15.431649 | 10041800140002 | Ladda upp en bild av detta fornminne |
| Flistad 17:1      | Gravfält     |              | Flistad, Östergötland |       | 58.483745, 15.387804 | 10041800170001 | Ladda upp en bild av detta fornminne |
| Flistad 18:1      | Stensättning |              | Flistad, Östergötland |       | 58.484175, 15.382363 | 10041800180001 | Ladda upp en bild av detta fornminne |
| Flistad 20:1      | Gravfält     |              | Flistad, Östergötland |       | 58.479997, 15.401561 | 10041800200001 | Ladda upp en bild av detta fornminne |
| Flistad 57:1      | Stensättning |              | Flistad, Östergötland |       | 58.469531, 15.436894 | 10041800570001 | Ladda upp en bild av detta fornminne |
| Vreta kloster 7:1 | Gravfält     |              | Flistad, Östergötland |       | 58.485966, 15.436926 | 10052600070001 | Ladda upp en bild av detta fornminne |